# 池澤夏樹=個人編集 世界文学全集
『池澤夏樹=個人編集 世界文学全集』（いけざわなつき こじんへんしゅう せかいぶんがくぜんしゅう）は、河出書房新社刊行の世界文学全集。一部は河出文庫で新版再刊。
作家池澤夏樹の個人編集の形で、3期に分け全30巻が刊行。各巻に月報として池澤夏樹による解説リーフレットが付されている。
2007年11月のジャック・ケルアック『オン・ザ・ロード』から配本開始、2011年3月のジョゼフ・コンラッド『ロード・ジム』で完結した。売り上げは文学全集としては異例の計40万部に達した。
2014年11月から2020年2月に、姉妹編「池澤夏樹=個人編集 日本文学全集」が刊行された。

## 全巻リスト
| 巻数 | 作品名                         | 著者                       | 訳者                       | 備考     | 刊行日     |
| ---- | ------------------------------ | -------------------------- | -------------------------- | -------- | ---------- |
| Ⅰ-01 | オン・ザ・ロード               | ジャック・ケルアック       | 青山南                     | 新訳     | 2007年11月 |
| Ⅰ-02 | 楽園への道                     | マリオ・バルガス＝リョサ   | 田村さと子                 | 初訳     | 2008年1月  |
| Ⅰ-03 | 存在の耐えられない軽さ         | ミラン・クンデラ           | 西永良成                   | 新訳     | 2008年2月  |
| Ⅰ-04 | 太平洋の防波堤                 | マルグリット・デュラス     | 田中倫郎                   |          | 2008年3月  |
| Ⅰ-04 | 愛人 ラマン                    | マルグリット・デュラス     | 清水徹                     |          | 2008年3月  |
| Ⅰ-04 | 悲しみよ こんにちは            | フランソワーズ・サガン     | 朝吹登水子                 |          | 2008年3月  |
| Ⅰ-05 | 巨匠とマルガリータ             | ミハイル・A・ブルガーコフ  | 水野忠夫                   | 全面改訳 | 2008年4月  |
| Ⅰ-06 | 暗夜                           | 残雪                       | 近藤直子                   | 初訳     | 2008年8月  |
| Ⅰ-06 | 戦争の悲しみ                   | バオ・ニン                 | 井川一久                   | 全面改訳 | 2008年8月  |
| Ⅰ-07 | ハワーズ・エンド               | E・M・フォースター         | 吉田健一                   |          | 2008年5月  |
| Ⅰ-08 | アフリカの日々                 | イサク・ディネセン         | 横山貞子                   |          | 2008年6月  |
| Ⅰ-08 | やし酒飲み                     | エイモス・チュツオーラ     | 土屋哲                     |          | 2008年6月  |
| Ⅰ-09 | アブサロム、アブサロム！       | ウィリアム・フォークナー   | 篠田一士                   |          | 2008年7月  |
| Ⅰ-10 | アデン、アラビア               | ポール・ニザン             | 小野正嗣                   | 新訳     | 2008年11月 |
| Ⅰ-10 | 名誉の戦場                     | ジャン・ルオー             | 北代美和子                 | 全面改訳 | 2008年11月 |
| Ⅰ-11 | 鉄の時代                       | J・M・クッツェー           | くぼたのぞみ               | 初訳     | 2008年9月  |
| Ⅰ-12 | アルトゥーロの島               | エルサ・モランテ           | 中山エツコ                 | 新訳     | 2008年10月 |
| Ⅰ-12 | モンテ・フェルモの丘の家       | ナタリア・ギンズブルグ     | 須賀敦子                   |          | 2008年10月 |
| Ⅱ-01 | 灯台へ                         | ヴァージニア・ウルフ       | 鴻巣友季子                 | 新訳     | 2009年1月  |
| Ⅱ-01 | サルガッソーの広い海           | ジーン・リース             | 小沢瑞穂                   |          | 2009年1月  |
| Ⅱ-02 | 失踪者                         | フランツ・カフカ           | 池内紀                     |          | 2009年2月  |
| Ⅱ-02 | カッサンドラ                   | クリスタ・ヴォルフ         | 中込啓子                   | 全面改訳 | 2009年2月  |
| Ⅱ-03 | マイトレイ                     | ミルチャ・エリアーデ       | 住谷春也                   |          | 2009年5月  |
| Ⅱ-03 | 軽蔑                           | アルベルト・モラヴィア     | 大久保昭男                 |          | 2009年5月  |
| Ⅱ-04 | アメリカの鳥                   | メアリー・マッカーシー     | 中野恵津子                 | 新訳     | 2009年8月  |
| Ⅱ-05 | クーデタ                       | ジョン・アップダイク       | 池澤夏樹                   |          | 2009年7月  |
| Ⅱ-06 | 庭、灰                         | ダニロ・キシュ             | 山崎佳代子                 | 新訳     | 2009年9月  |
| Ⅱ-06 | 見えない都市                   | イタロ・カルヴィーノ       | 米川良夫                   |          | 2009年9月  |
| Ⅱ-07 | 精霊たちの家                   | イサベル・アジェンデ       | 木村榮一                   |          | 2009年3月  |
| Ⅱ-08 | パタゴニア                     | ブルース・チャトウィン     | 芹沢真理子                 |          | 2009年6月  |
| Ⅱ-08 | 老いぼれグリンゴ               | カルロス・フエンテス       | 安藤哲行                   |          | 2009年6月  |
| Ⅱ-09 | フライデーあるいは太平洋の冥界 | ミシェル・トゥルニエ       | 榊原晃三                   |          | 2009年4月  |
| Ⅱ-09 | 黄金探索者                     | J・M・G・ル・クレジオ      | 中地義和                   |          | 2009年4月  |
| Ⅱ-10 | 賜物                           | ウラジーミル・ナボコフ     | 沼野充義                   | 新訳     | 2010年4月  |
| Ⅱ-11 | ヴァインランド                 | トマス・ピンチョン         | 佐藤良明                   | 全面改訳 | 2009年12月 |
| Ⅱ-12 | ブリキの太鼓                   | ギュンター・グラス         | 池内紀                     | 新訳     | 2010年5月  |
| Ⅲ-1  | わたしは英国王に給仕した       | ボフミル・フラバル         | 阿部賢一                   | 初訳     | 2010年10月 |
| Ⅲ-2  | 黒壇                           | リシャルト・カプシチンスキ | 工藤幸雄 阿部優子 武井摩利 | 初訳     | 2010年8月  |
| Ⅲ-3  | ロード・ジム                   | ジョセフ・コンラッド       | 柴田元幸                   | 新訳     | 2011年3月  |
| Ⅲ-4  | 苦海浄土                       | 石牟礼道子                 |                            |          | 2011年1月  |
| Ⅲ-5  | 短編コレクションⅠ              |                            |                            | 20編収録 | 2010年7月  |
| Ⅲ-6  | 短編コレクションⅡ              |                            |                            | 19編収録 | 2010年10月 |

## 関連文献
- 『池澤夏樹の世界文学リミックス』河出書房新社、2011年／河出文庫、2015年。作品解説を収録
- 池澤夏樹『世界文学を読みほどく スタンダールからピンチョンまで』新潮選書、2005年、増補版2017年
- 池澤夏樹『現代世界の十大小説』NHK出版新書、2014年